# Гершау
Гершау (нем. von Gerschau) — дворянский род Курляндии.

## История
Род баронов фон Гершау принадлежит к  курляндскому дворянству (родоначальник его был внебрачным сыном Петра Бирона герцога Курляндского и Агнессы-Каролины фон Дершау (Agnes Karoline von Derschau; род. 1740, ум. 1783).
Грамотой владетельного князя Рейсского, старшей линии, Генриха ХХ (от 19 / 31 августа 1858), майор Пётр фон Гершау возведён, с нисходящим его потомством, в баронское княжества Рейсского достоинство.
На принятие означенного достоинства и пользование им в России, последовало (20 июня 1860), Высочайшее соизволение.
Именным Высочайшим указом, данным Правительствующему Сенату (27 ноября 1891), в звании камер-юнкера, коллежскому советнику Берн(г)арду фон Флотову Всемилостивейше предоставлено присоединить к своим фамилии и гербу — фамилию, титул и герб дяди его, отставного генерала от артиллерии барона Александра Гершау и именоваться впредь бароном Гершау-Флотовым, с тем чтобы в нисходящем его потомстве фамилия Гершау и баронский титул переходили к одному только старшему в роде.
Именным Высочайшим указом (от 15 апреля 1898) право именоваться баронами Гершау-Флотовыми было предоставлено всему нисходящему потомству барона Бернгарда Гершау-Флотова.

## Родословная
- Барон Петер фон Гершау (24.10.1779, Behnen — 04.05.1852, Копенгаген)[2]. Жена (с 01.03.1802, Берлин): Каролина-Хенриетта, урождённая Шмидт (Karoline Henriette Schmidt; 29.03.1783 — ?).
  - Баронесса Эмилия-Генриетта-Адельхайд фон Гершау (1801—1891) — писательница, жена поэта А. Д. фон Бинцера (1793—1868)
  - Барон Карл Петер фон Гершау (1802—?)
  - Баронесса МАРИЯ-Агнесса Петровна фон Гершау' (1817 — 1909 (1908)). Муж: БЕРНГАРД-Фридрих фон Флотов (Bernhard von Flotow; 17.10.1811, Woldseegarten — 31.03.1854, Колпино) — капитан 1-го ранга.
    -  Бернард Бернардович фон Флотов (Bernhard Friedrich Peter Emil von Flotow, с 27.11.1891 года 1-й Барон Гершау-Флотов; 30.11.1853, Колпино — 04.09.1911 или 17.10.1911, Витебск) — губернатор Витебской губернии. Жена (с 04.07.1894): София, урождённая баронесса фон Клопманн (Sophie von Klopmann; 06/18.03.1863, Heyden, Курляндская губерния — 05.12.1938, Духеров (Ducherow, Kreis Anklam, Pommern), Германия), дочь барона Отто-Дитриха-Николауса фон Клопманн (17.10.1828 — 27.01.1895).
      - Мария-Луиза-Фредерика-ИВОННА (Marie Luise Yvonne) Гершау фон Флотов (04.05.1895 или 22.04.1895, Якобштад, Курляндская губерния — 03.08.1982, Гамбург). Муж (с 19.04.1932, Берлин): граф Отто Штольберг-Вернигероде (31.03.1893, Вернигероде — 05.08.1984, Гамбург), сын графа Константина Штольберг-Вернигероде (1843 — 1905). У них один сын.
      -  Alexandra Friederike Luise Sophie Elise Гершау фон Флотов(1896—1942). Муж (с 14.08.1925): граф Otto Martin Rudolph von Schwerin.
      -  Ксения (Xenia) Гершау фон Флотов (1898—?). Муж (с 23.03.1923): барон Вернер-Зигфрид-Дагоберт-Крафт фон Бишоффшаузен (Werner Siegfried Dagobert Kraft von Bischoffschausen; 23.09.1894, Bollensdorf — 31.10.1970, Гёттинген), сын барона Готтгарда (Gotthard) фон Бишоффшаузен (1852—1911). У них было двое детей.

  - Барон Павел Петрович фон Гершау (1821—1908) — тайный советник и сенатор (1894)
  - Барон Александр Петрович фон Гершау (1825—1904) — генерал от артиллерии (1886), переименованный в действительные тайные советники (1892), почётный опекун Петербургского присутствия Опекунского совета учреждений императрицы Марии (1892—1904)
  -  Карл Петрович Гершау (?—?) — генерал-майор (20.06.1862) (видимо, брат предыдущих)

## Описание герба

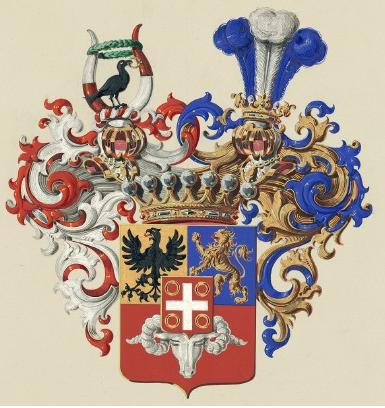
Герб барона Гершау-Флотова

Щит трехчастный с малым щитком в середине. В первой золотой части, чёрный одноглавый орёл с червлёным языком и приподнятыми крыльями; во второй лазуревой части, золотой с червлёным языком лев и в третьей червлёной части, серебряная баранья голова, прямо обращённая. В серединном червлёном щитке серебряный простой крест, сопровождаемый в углах четырьмя золотыми кольцами. Щит украшен баронской короной и увенчан двумя шлемами, из коих первый с бурелетом, перевитым червленью и серебром, а второй с Дворянской короной. Нашлемники: первого шлема: чёрный ворон, держащий в клюве золотой перстень, между двумя буйволовыми рогами, разделёнными серебром и червленью, переменных металла и финифти, и обвязанными сверху зелёным венком, второго — три страусовых пера: среднее серебряное, крайние — лазуревые. Намёт: справа червлёный с серебром, слева — лазуревый с золотом. Герб барона Гершау-Флотова внесён в Часть 16 Общего гербовника дворянских родов Всероссийской империи, стр. 11.